# Edson Piauí
Edson Décimo Alves de Araújo, známý jako Edson Piauí, (2. prosince 1986, Floriano, Piauí, Brazílie – 1. listopadu 2014, Floriano, Piauí, Brazílie) byl brazilský fotbalový obránce.
Během své kariéry působil v klubech Clube Atlético Paranaense, Clube Atlético do Porto, Santa Cruz FC, Clube Náutico Capibaribe, Salgueiro, ABC FC, Associação Desportiva Confiança, Mogi-Mirim, Oeste-SP a Boa Esporte Clube.

## Smrt
V sobotu 1. listopadu 2014 byl zastřelen pěti ranami z pistole před restaurací v brazilském městě Floriano. V době vraždy mu bylo 27 let. Těsně před smrtí podepsal předběžnou smlouvu s klubem Rio Claro Futebol Clube.